# Tohninmäki
Tohninmäki är en kulle i Finland. Den ligger i Töysä i den ekonomiska regionen  Kuusiokunnat  och landskapet Södra Österbotten, i den centrala delen av landet, 280 km norr om huvudstaden Helsingfors. Toppen på Tohninmäki är 192 meter över havet.
Terrängen runt Tohninmäki är huvudsakligen platt. Runt Tohninmäki är det glesbefolkat, med 10 invånare per kvadratkilometer. Närmaste större samhälle är Töysä, 4,6 km söder om Tohninmäki. I omgivningarna runt Tohninmäki växer i huvudsak blandskog.